# 阿久澤菜々
阿久澤 菜々（あくざわ なな、1987年1月3日-）は、日本の女優。株式会社クィーンビー所属。アメリカ・ウィスコンシン州出身。

## 人物
早稲田大学法学部卒業。在学中に劇団おぼんろの旗揚げに参加。
舞台を中心に活動していたが、2019年に日本テレビ系列日曜ドラマ『あなたの番です』に出演し、映像分野へも幅を広げた。

## 出演

### 映画
- 幸運の壺〜Good Fortune〜（2012年2月25日公開、よしもとクリエイティブ・エージェンシー）- ナギサ 役
- Unplayed Lullaby（2022年、Steven J Martin監督）
- 私たちの（2022年、伊藤梢監督）
- Anonymous Gods（2023年、Steven J Martin監督）

### テレビドラマ
- 臨死!!江古田ちゃん（2011年1月11日 - 7月9日、日本テレビ）- リンダ 役[2]
- 金曜プレステージ特別企画「悪女たちのメス」（2011年12月9日、フジテレビ）
- サマーレスキュー〜天空の診療所〜 第3話（2012年7月22日、TBS）
- Dr.DMAT 第9話（2014年3月13日、TBS）
- ドクターX〜外科医・大門未知子〜（第5シリーズ）（2017年10月12日 - 12月14日、テレビ朝日） - 杉崎文菜 役
- PTAグランパ2 第4話（2018年、NHK BSプレミアム）
- よつば銀行 原島浩美がモノ申す！ 〜この女に賭けろ 第8話（2019年3月11日、テレビ東京）
- あなたの番です（2019年4月14日 - 9月8日、日本テレビ） - 東 役[3]
- バカリズムのうがった平成百景（2019年4月29日、NHK BSプレミアム）
- 明治東京恋伽 第7話-第8話（2019年5月21日-28日、テレビ神奈川）
- 仮面ライダーゼロワン 第10話（2019年11月10日、テレビ朝日）
- DASADA 第9話（2020年3月11日、日本テレビ）
- 俺たちはあぶなくない～クールにさぼる刑事たち 第1話（2020年9月17日、MBS）
- 真犯人フラグ 第1話（2021年10月10日、日本テレビ）
- シネコンへ行こう!（2022年7月4日 - 、BS松竹東急） - 丸川朋美 役[4]

### 舞台
- 守ってください（2007年）
- 月が、（2008年）
- アセンション2012（2009年）
- 海ノ底カラ星ヲ見上ゲヨ（2009年）
- ヒメ（2010年）
- 君といつまでも（2010年）
- 悪魔のセバスチャンと天才演出家（2010年）
- 真魔界転生（2010年）
- ここは世界の果てっぽい。（2011年）
- jellyfish－岸辺の亀とクラゲ（2011年）
- 道雪（2011年）
- 愛と平和（2012年）
- Good Night（2012年）
- ねぼすけさん（2012年）
- 兄よ、宇宙へ帰れ。（2013年）
- 怪獣使いの娘たち（2014年、駅前劇場）
- ヒトヒトヒト（2014年）
- 幕末太陽傳（2015年、本多劇場）
- 私のホストちゃん（2016年、銀河劇場）
- KAKUTA「アンコールの夜」（2016年）
- 箱庭円舞曲「インテリぶる世界」（2017年、ザ・スズナリ）
- そでふりあうも（2017年）
- かなわない夢ガール（2019年、シアター風姿花伝）
- BURAI2（2019年、あうるすぽっと）
- Unplayed Lullaby（2021年）
- Anonymous Gods（2022年）
- エゴ・サーチ（2022年、紀伊国屋ホール／サンケイホールブリーゼ）[5]
- 盗聴（2022年、東京グローブ座／サンケイホールブリーゼ）[6]
- ある日、ある時、ない男。（2025年公演予定、東京グローブ座 他）[7]

### CM
- 小田急ロマンスカー「勤続10年の秋」篇（2019年）[8]

### その他
- FMヨコハマ オリジナルオーディオドラマ「守太郎とかめ吉の海岸道中ごみばかり」（2021年）‐ 守太郎 役[9]
- セクシャルドライブシリーズ特報映像（2019年、吉田浩太監督）